# Œuf de poule
Un œuf de poule est un œuf d'oiseau pondu par la Poule domestique (Gallus gallus domesticus). Principalement issu des poules pondeuses, il s'agit en gastronomie d'un des produits d'origine animale les plus utilisés dans l'alimentation humaine,.

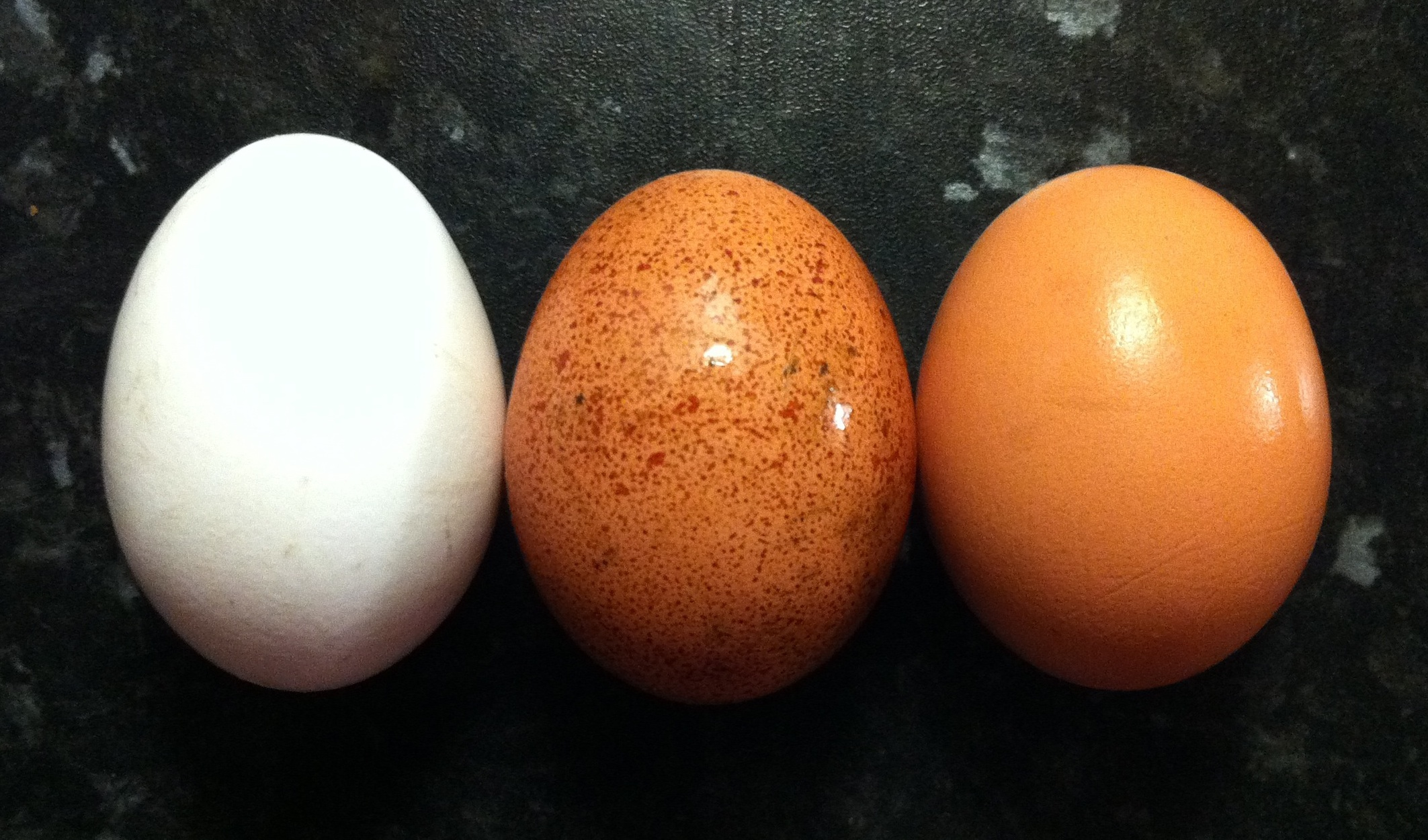
Des œufs de poule ayant une couleur de coquille différente.
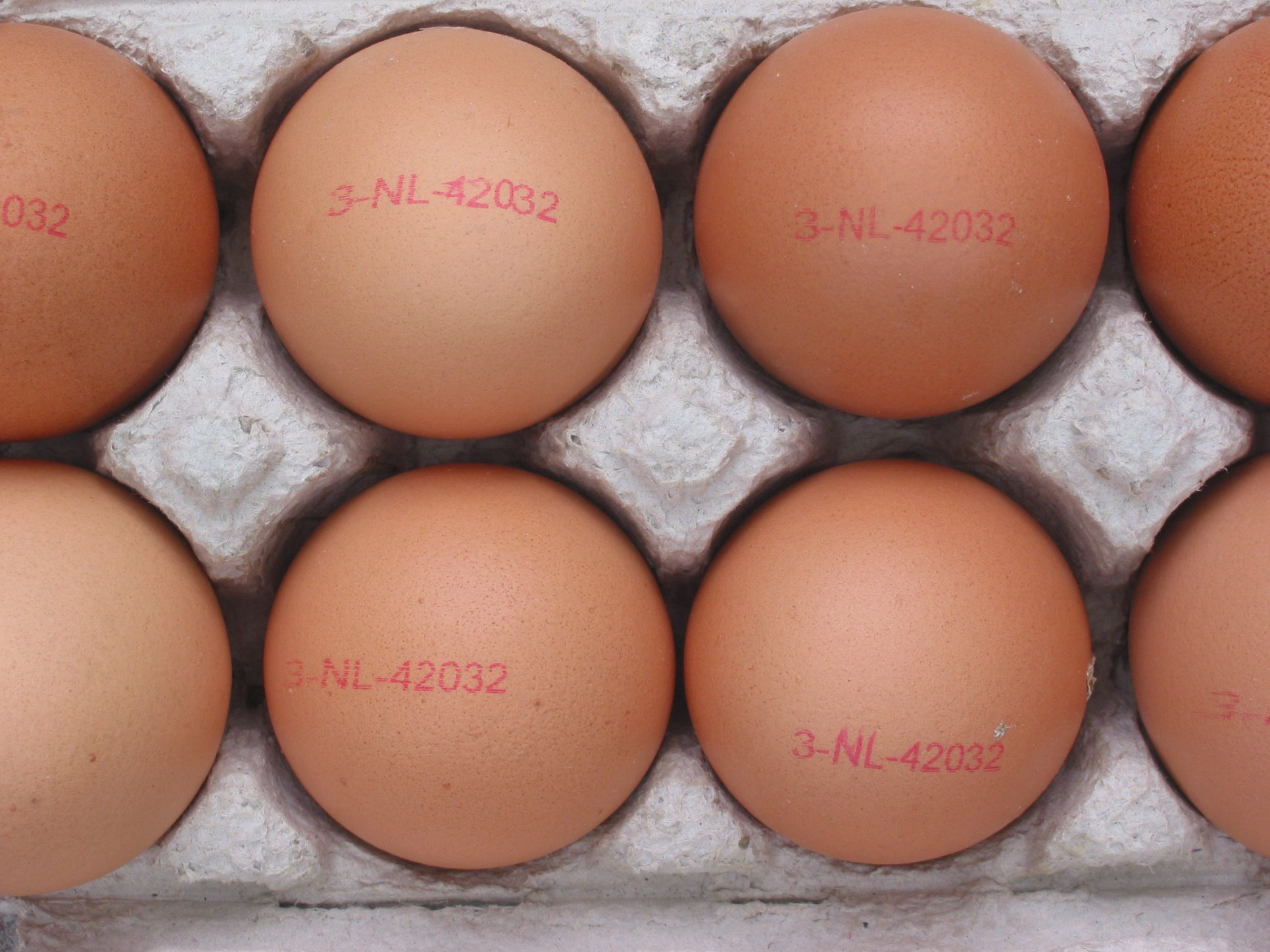
Des œufs marqués dans une boîte à œufs.
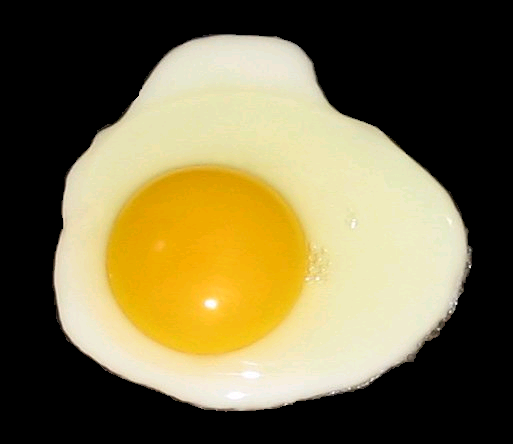
L'œuf au plat, l'une des spécialités à base d'œuf (en) les plus connues. Le blanc et le jaune sont bien visibles.

## Records

### Poids
D'après le Livre Guinness des records, le record du monde pour la masse d'un œuf de poule serait de 454 grammes, établi le 26 février 1956 à Vineland, dans le New Jersey, aux États-Unis. Celui-ci a été pondu par une Leghorn blanche et comportait un double jaune et une double coquille.

## Dans la culture
L'œuf de poule est un élément central dans la fable La Poule aux œufs d'or de Jean de La Fontaine ou dans le paradoxe de l'œuf et de la poule.
La photo d'un œuf de poule sur fond blanc était, de début 2019 à fin 2022, le post le plus liké d'Instagram. Nommé Instagram egg (en), il a été posté par son auteur accompagné d'un texte enjoignant les internautes à le liker pour que l'image devienne la plus likée de la plateforme, afin de battre le record détenu à l'époque par Kylie Jenner avec une photo atteignant les 18 millions de likes.